# Euphorbia buchtormensis
Euphorbia buchtormensis — вид рослин із родини молочайних (Euphorbiaceae), що зростає у Казахстані й Сіньцзяні.

## Опис
Це багаторічна трав'яниста рослина ≈ 20 см заввишки. Кореневище товсте стрижневе, 10–17 см × ≈ 6 мм, верхівка багато розгалужена. Стебла завтовшки ≈ 3 мм, верхні частини нероздільні, білі жорсткі волоски біля основи, решта голі. Листки чергові, сидячі, прилистки відсутні; листові пластинки довгасті (або довгасто-еліптичні або лопатеподібно-яйцеподібні), (15)20–30 × 3-6(10) мм, іноді волохаті по краях, край дрібно пилчастий (або цілий), верхівка загострена (або тупа). Суцвіття — кінцевий складний несправжній зонтик. Квітки жовті. Коробочка трикутно-куляста (або сплющено-куляста), ≈ 2 × 2.5 мм, неясно борозниста, рідко м'яко колюча, гола. Насіння еліпсоїдне, ≈ 1.5 × 1 мм, коричневе, адаксіально біло смугасте. Період цвітіння й плодоношення: червень — серпень.

## Поширення
Зростає у Казахстані й Сіньцзяні. Населяє гірські степи; на висотах 1000–1300 метрів.